# 2018 في الاتحاد الأوروبي
أحداث عام 2018 في الاتحاد الأوروبي.

## المناصب
- رئيس المجلس الأوروبي
  -  دونالد توسك [1]
- رئيس المفوضية الأوروبية
  -  جان كلود يونكر [2]
- رئيس البرلمان الأوروبي
  -  أنطونيو تاجاني [3]
- الممثل السامي للاتحاد للشؤون الخارجية والسياسة الأمنية
  -  فيديريكا موغيريني [4]

## الأحداث

### يوليو
17 يوليو - الاتحاد الأوروبي واليابان يوقعان اتفاقاً للتبادل الحر.

### نوفمبر
14 نوفمبر - الحكومة البريطانية توافق على مسودة اتفاق الخروج من الاتحاد الأوروبي.

### ديسمبر
19 ديسمبر - اتفاق بشأن حظر منتجات البلاستيك في الاتحاد الأوروبي.